# 渡瀬草一郎
渡瀬 草一郎（わたせ そういちろう、1978年 - ）は、日本のライトノベル作家。神奈川県出身、横浜市在住。二松学舎大学卒。代表作に『空ノ鐘の響く惑星で』がある。
小説家になろうでは「猫神信仰研究会」名義である。

## 来歴
1978年に東京で生まれ、横浜で育つ。二松学舎大学在学中には、散文サークルを友人とともに立ち上げるなどの活動を行っていた。6年ほどのアマチュア生活の後、2000年に『平安京八卦』（出版時タイトルは『陰陽ノ京』）で第7回電撃ゲーム小説大賞の金賞を受賞し、2001年に同作でデビューを果たす。2004年度には母校である二松学舎大学にて臨時講師に就任し、教鞭をとった。

## 作品

### シリーズ
- 陰陽ノ京（2001年2月 - 、 電撃文庫）
- パラサイトムーン（2001年5月 電撃文庫）
- 空ノ鐘の響く惑星で（2003年12月 - 2007年7月、電撃文庫）
- 輪環の魔導師（2007年11月 - 2012年8月、電撃文庫）
- ストレンジムーン（2013年6月 - 2014年6月、電撃文庫）
- ソードアート・オンライン オルタナティブ クローバーズ・リグレット（2016年11月 - 2018年8月、電撃文庫）
- 我輩は猫魔導師である〜キジトラ・ルークの快適チート猫生活〜（2021年8月 - 、サーガフォレスト）- 猫神信仰研究会名義

### ノンシリーズ
- 源氏物の怪語り（2012年1月 メディアワークス文庫）
- ワールド エンド エクリプス 天穹の軍師（2015年12月 電撃文庫）- 原作：セガゲームス
- 妖姫ノ夜 月下ニ契リテ幽世ヲ駆ケル（2019年9月 電撃文庫）- 原題は「夜霧と今夜の化猫堂」

### 未単行本化
- 残酷劇の夜 - 「電撃hp Vol.30」（2004年6月 メディアワークス）／再録：『電撃コラボレーション MW号の悲劇』（2008年9月 電撃文庫）
- カガミのムコウ - 「電撃hp SPECIAL 2005 SPRING」（2005年3月 メディアワークス）／再録：『電撃コラボレーション 最後の鐘が鳴るとき』（2008年10月 電撃文庫）
- Who write it?「まじょるか。」 - 「電撃hp Vol.37」（2005年9月 メディアワークス）
- 空ノ鐘の響く放課後 - 「電撃hPa」（2005年10月 メディアワークス）
- 聖夜ノ鐘の響く放課後 - 「電撃BUNKOYOMI」（2006年11月 メディアワークス）
- 空の鐘の響くステージで! - 「電撃April Fool」（2007年4月 メディアワークス）
- ゲゲゲの鬼太郎 妖怪横丁 サイドストーリー 第4回 コタロウの鈴（2007年5月 東映アニメーション）
- ゲゲゲの鬼太郎 妖怪横丁 サイドストーリー 第8回 雨宿りのバス停（2007年6月 東映アニメーション）
- ゲゲゲの鬼太郎 妖怪横丁 サイドストーリー 第12回 鬼さん、こちら（2007年7月 東映アニメーション）
- 蟻地獄の巣 - 「電撃文庫MAGAZINE Vol.1」（2008年5月 アスキー・メディアワークス）
- 空のウタカタ - 「電撃文庫MAGAZINE Vol.4」（2008年11月 アスキー・メディアワークス）
- 輪環の魔導師・ディアルゴの聖女 前編 - 「電撃文庫MAGAZINE Vol.5」（2008年12月 アスキー・メディアワークス）
- 輪環の魔導師・ディアルゴの聖女 後編 - 「電撃文庫MAGAZINE Vol.6」（2009年2月 アスキー・メディアワークス）
- 4月、それは――地球侵略の季節 春うららの地球侵略 - 「電撃文庫MAGAZINE Vol.7」（2009年4月 アスキー・メディアワークス）
- 猫缶の魔術師 - 「電撃“にせ”ん!!」（2010年9月 アスキー・メディアワークス）
- 名探偵コヨミ／まだらのねこ - 『ソードアート・オンライン IF 公式小説アンソロジー』（2023年11月 電撃文庫）

## その他
- デュラララ!!の登場人物である渡草三郎の名前のモデルとなっている。
- 2010年7月18日に観測された彩雲を自身が撮影した写真が、読売新聞に掲載された[1]。